# Paralcis conspicuata
Paralcis conspicuata là một loài bướm đêm trong họ Geometridae.